# Porat (Chorwacja)
Porat – wieś w Chorwacji, w żupanii primorsko-gorskiej, w gminie Malinska-Dubašnica. W 2011 roku liczyła 192 mieszkańców.